# Gheorghe Hossu
Gheorghe Hossu (n. 21 august 1919 - d.?) a fost un demnitar comunist român.
Fost mecanic-tractorist, a devenit membru al PCR în 1945. A fost membru al CC al PMR, Prim secretar al comitetului PMR al județului Tulcea, Director General al Canalului Dunăre-Marea Neagră, ministru al Construcțiilor și președinte al Comitetului de Stat al Apelor.

## Decorații
- Medalia „A cincea aniversare a Republicii Populare Române” (24 decembrie 1952) „pentru lupta și munca duse în vederea făuririi, consolidării și prosperării Republicii Populare Române”[1]
- Ordinul „23 August” clasa a IV-a (12 august 1959) „pentru merite deosebite în opera de construire a socialismului”[2]
- Medalia „40 de ani de la înființarea Partidului Comunist din Romînia” (6 mai 1961) „pentru merite în activitatea de partid și întărirea regimului democrat-popular”[3]
- Ordinul „23 August” clasa a II-a (18 august 1964) „pentru merite deosebite în opera de construire a socialismului, cu prilejul celei de a XX-a aniversări a eliberării patriei”[4]
- Ordinul „Tudor Vladimirescu” clasa a III-a (30 aprilie 1966) „cu prilejul celei de-a 45-a aniversări de la înființarea Partidului Partidului Comunist din România, pentru merite deosebite în opera de construire a socialismului”[5]